# Gonomyia (Gonomyia) longifimbriata
Gonomyia (Gonomyia) longifimbriata is een tweevleugelige uit de familie steltmuggen (Limoniidae). De soort komt voor in het Oriëntaals gebied.